# Micrurus elegans
Micrurus elegans (стрункий кораловий аспід) — вид отруйних змій родини аспідових (Elapidae). Мешкає в Мексиці і Гватемалі.

## Підвиди
Виділяють два підвиди:
- Micrurus elegans elegans (Jan, 1858) — від центрального Веракрусу на схід до Оахаки та західного Табаско;
- Micrurus elegans veraepacis Schmidt, 1933 — від Оахаки і Табаско до Альта-Верапаса в Гватемалі.

## Поширення і екологія
Стрункі коралові аспіди поширені від гір Сьєрра-де-лос-Тустлас в центральному Веракрусі до гір Сьєрра-де-лас-Мінас на півночі Гватемали. Вони живуть у вологих гірських тропічних лісах, хмарних лісах і сухих тропічних лісах, на висоті від 500 до 1000 м над рівнем моря.